# 福尔切
福尔切（義大利語：Force），是意大利阿斯科利皮切诺省的一个市镇。总面积34.2平方公里，人口1469人，人口密度43.0人/平方公里（2009年）。ISTAT代码为044021。